# 松下順一
松下 順一（まつした じゅんいち、1957年7月30日 - ）は、映画制作・配給事業、不動産事業、投資銀行事業、ブロックチェーン事業を行う日本の事業家、資産家。東京都渋谷区に本社を置く、映画製作・配給会社である、株式会社アートポートの代表取締役社長。

## 概要
1957年7月30日生まれ埼玉県川口市に生まれ東京都世田谷区尾山台にて育ち、1975年3月駒場学園高校卒業、1978年アパレルメーカー、プレイロード入社、1981年同社専務取締役。これまでに制作した映画は300本以上になる。

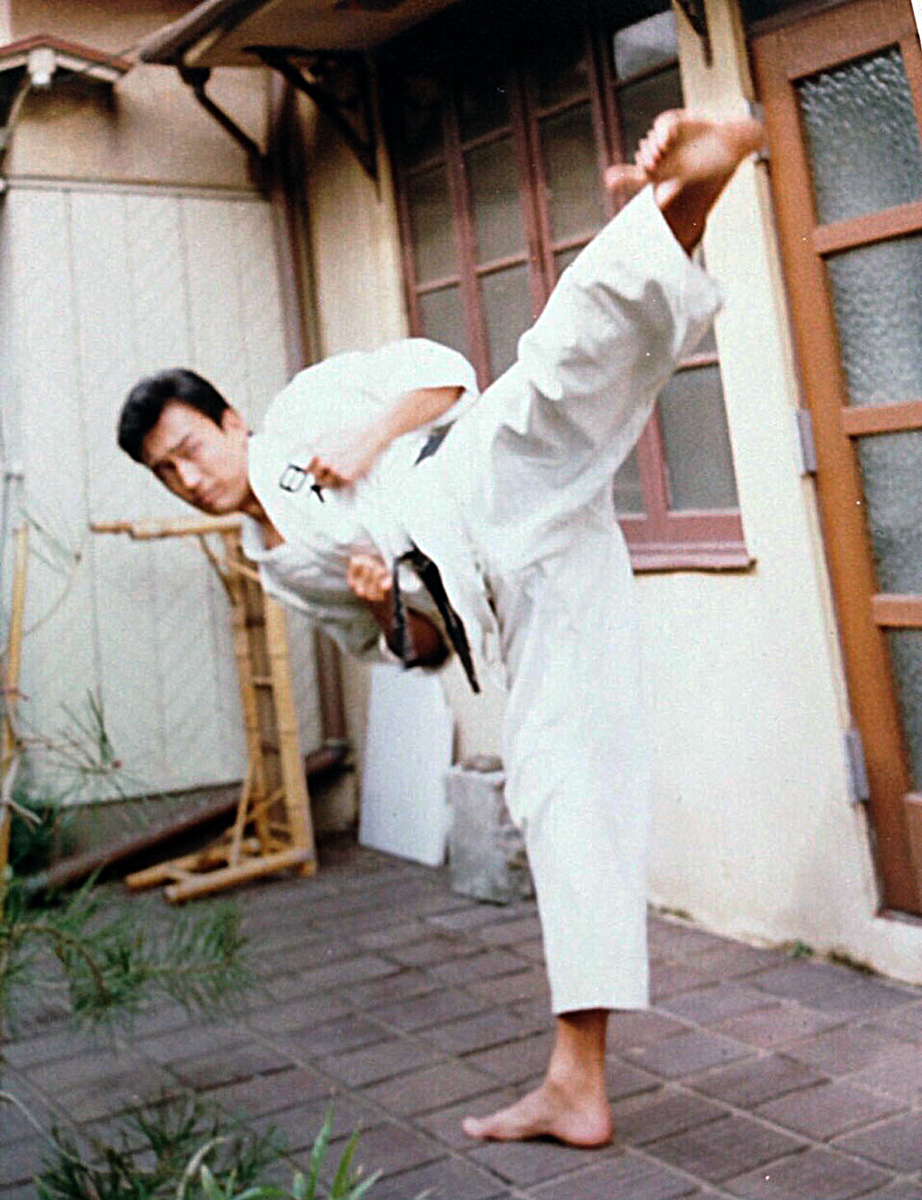
ブルース・リーの所属映画会社ゴールデン・ハーベスト社にて、当時の社長のレイモンド・チョーに見せて死亡的遊戯案件制作が決まった

松下エージェンシーを1986年に創業。1990年10月には、「松下エージェンシー」の映像制作部を分社化する形で「松下プロモーション」を設立。邦画の製作や洋画の買い付けなど映画ビジネスを全般的に取り扱いつつ、ブルース・リー主演の「死亡的遊戯」の制作や香港映画の製作などアジア中心に海外を基盤とした事業を行っている。
ブルース・リーの世界的な研究家でも知られており、「人間ブルース・リー」の愛称として知られている。
また、俳優養成所（アートポートアクターズ・クラブ）の運営、子会社「アートポートインベスト株式会社」にて不動産事業も展開している。

## 略歴
- 1978年 - アパレルメーカー、プレイロード入社
- 1981年 - 同社専務取締役
- 1986年 - 株式会社松下エージェンシー（現株式会社アートポート）を設立
- 1988年 - オーイーエム株式会社主催の「Impromptus und Moments musicaux」にてピアノソロコンサートを後援
- 1990年 - 株式会社松下プロモーションを設立
- 1990年 - 映画「エスセルスリー」をフィリピンにて撮影

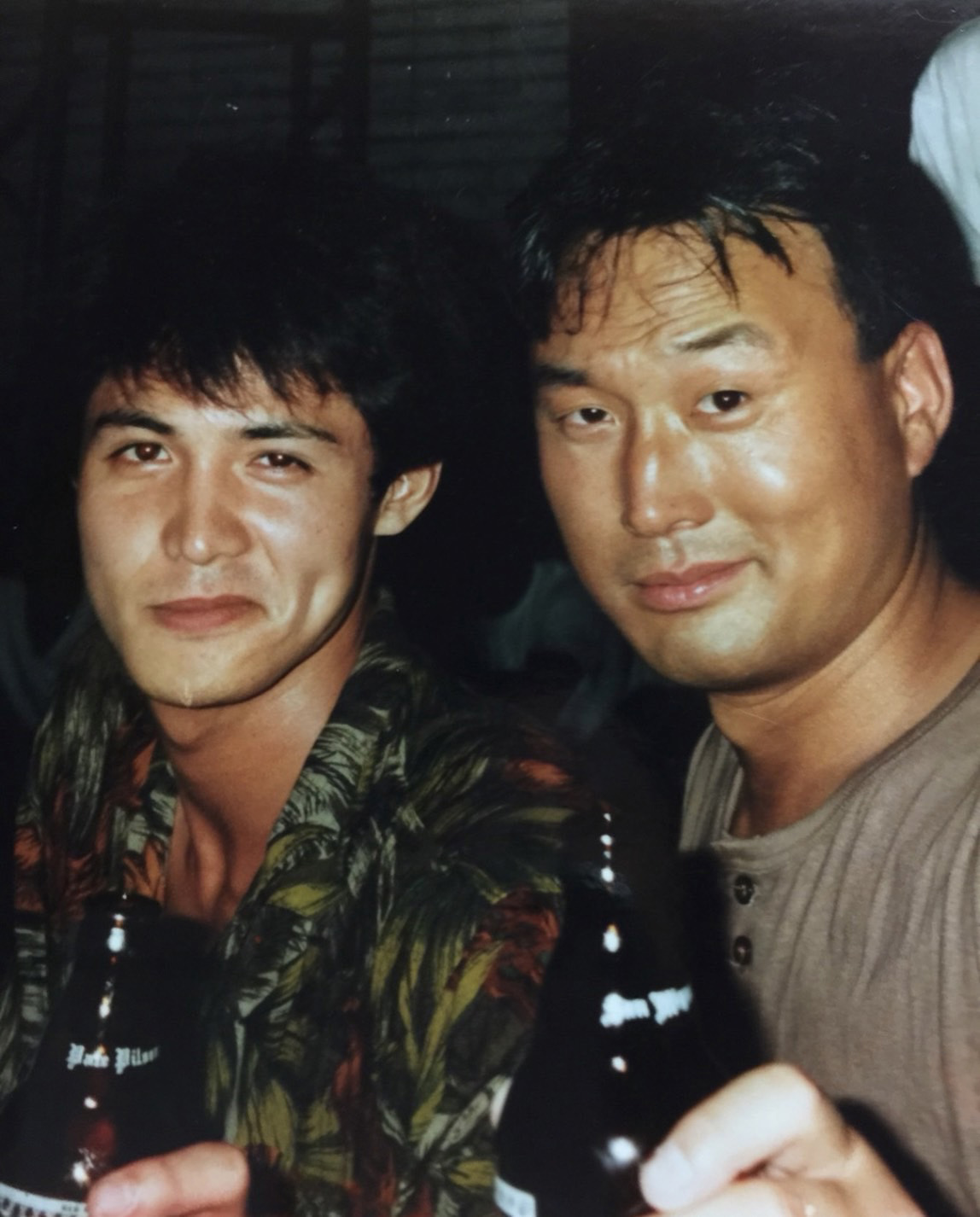
1991年、「ブローバック2夕陽のギャングたち」の撮影に関する竹内力と松下順一との打ち合わせ風景

1991年 - 映画「ブローバック2夕陽のギャングたち」をフィリピンにて撮影
- 1992年 - エポック社バーコードバトラーゲーム音楽の制作
- 1992年 - 映画「ダーティーブルー」をフィリピンにて撮影
- 1995年 - 阪神大震災チャリティーボクシング「ワールドドーリムビッグマッチ」にて、世界的チャンピオンを多数召喚したチャリティーイベントを、松下プロモーションと松下エージェンシーとして後援

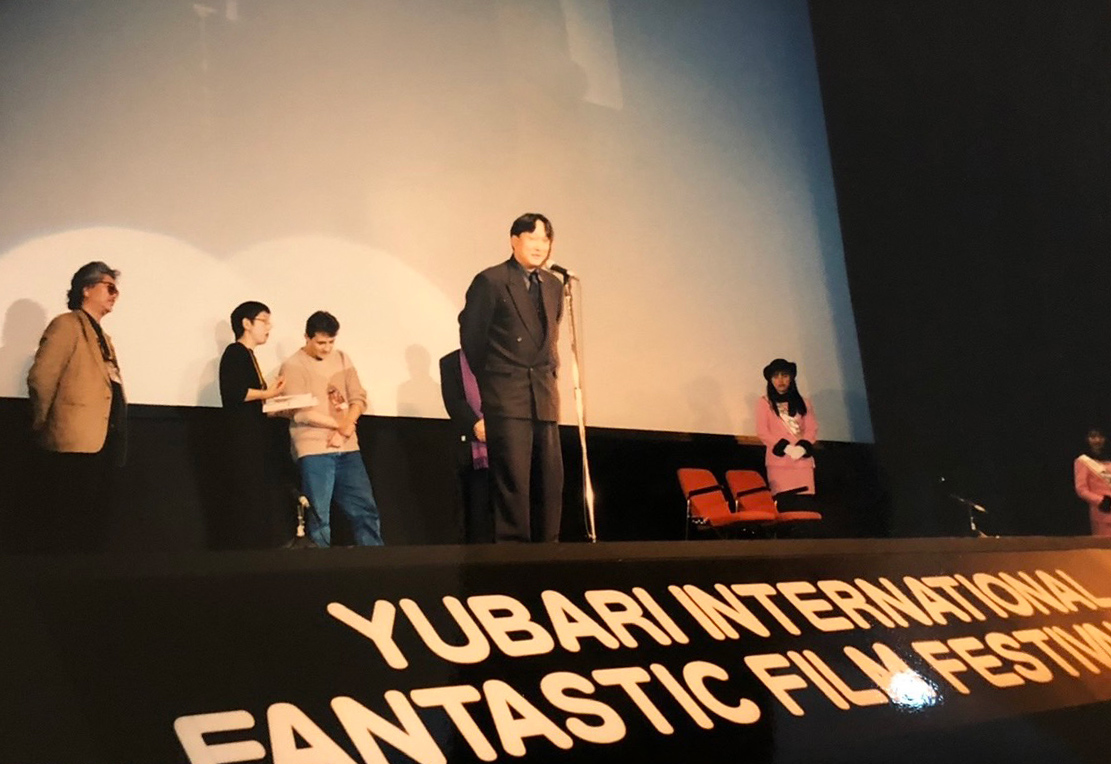
ゆうばり国際ファンタスティック映画祭での講演

2000年 - ゆうばり国際ファンタスティック映画祭2000に株式会社アートポートとして後援
- 2004年 - アートポートにおいて、円谷映像を傘下にして円谷エンターテイメントを設立[5]
- 2013年 - アートポート不動産にて、三菱地所レジデンスやサンヨーホームズなどを巻き込んだ大規模開発を行う[6]
- 2013年 - アートポート不動産にて、伊藤忠商事や長谷川コーポレーションに対して大きな売買実績を出す[2]
- 2013年 - 「ブルース・リー トレジャーブック」を販売し、世界的ブルス・リー研究家として貴重な資料レプリカを収録本を出版[7][4]
- 2015年 - アートポート不動産株式会社をアートポートインベスト株式会社へ社名変更を行い、投資家としての領域を広げていく
- 2023年 - 幻冬舎より「マーチャントマン 誰でもわかる開運・道徳本」を出版し、マーチャントマンのテーマソングやLINEスタンプ等、タイアップやグッズ販売など、積極的なマーチャンダイジング展開を行う[8][9]

## 主な製作映画
- かっとびブギ首都高トライアル（1993年）
- 富江（1999年、大映との共同製作）
- 惚れたらあかん 代紋の掟（1999年）
- 富江 replay（2000年、大映・スターマックスとの共同製作）
- スリ（2000年、衛星劇場との共同製作）
- シャム猫 -ファーストミッション-（2001年、マクセル・イーキューブとの共同製作）
- Bruce Lee in G.O.D 死亡的遊戯（2001年）

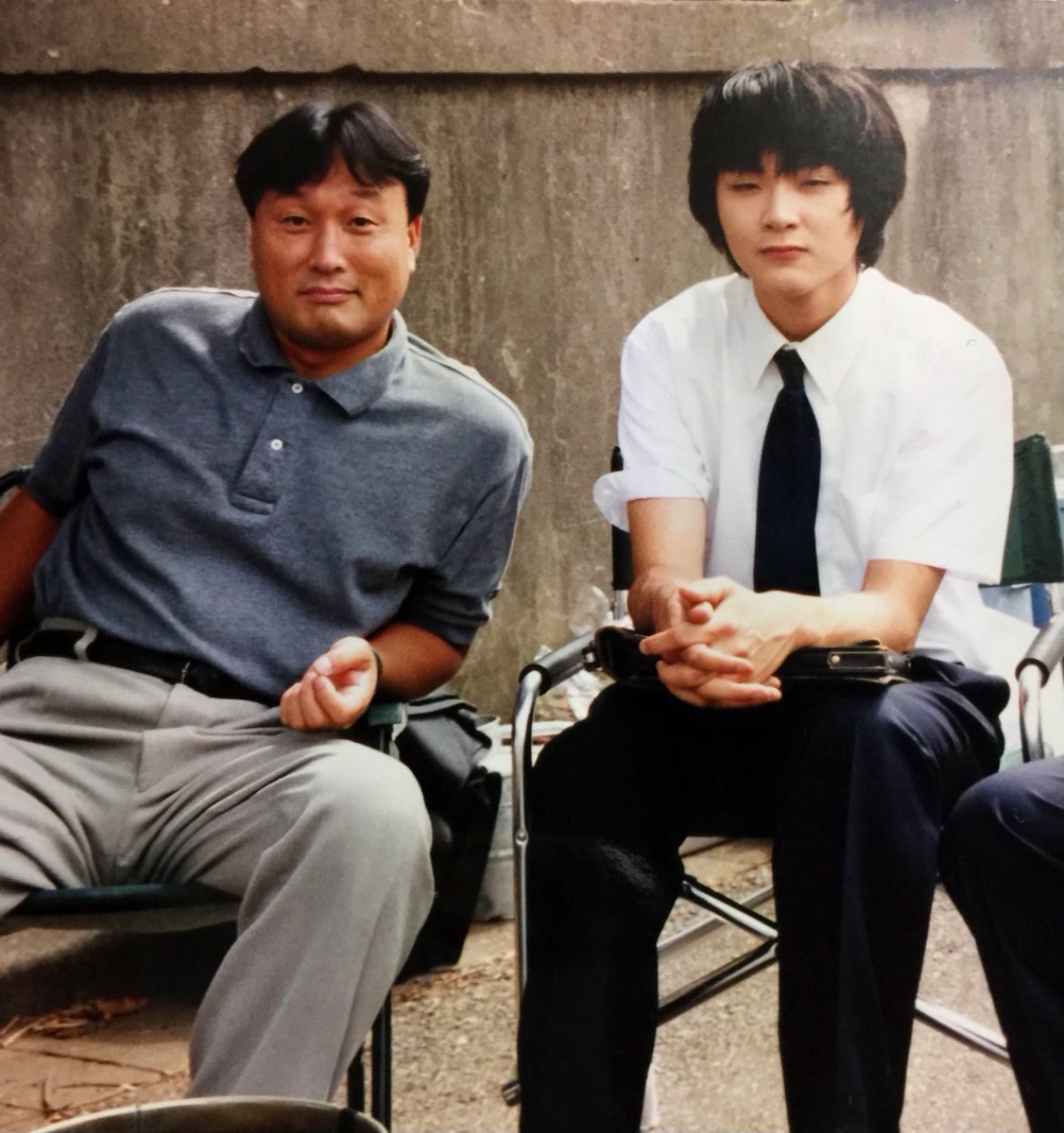
1999年、「死ひとの恋わずらい」ロケ会場での松田龍平と松下順一

- 1999年、「死ひとの恋わずらい」ロケ会場での松田龍平と松下順一死びとの恋わずらい（2001年、テレビ東京メディアネットとの共同製作）
- 完全なる飼育 愛の40日（2001年、キネマ旬報社との共同製作）
- パコダテ人（2002年、パコダテ人製作委員会）
- フィラメント（2002年）
- 富江 最終章-禁断の果実-（2002年、大映との共同製作）
- 完全なる飼育 香港情夜（2002年）
- 2002年、トム・クルーズ主演のミッションインポッシブルシリーズに、トム・クルーズの相棒として、出演しているヴィング・レイムスと松下順一2001年、ラスベガスの砂漠でのデットロック撮影現場デッドロック（2002年）

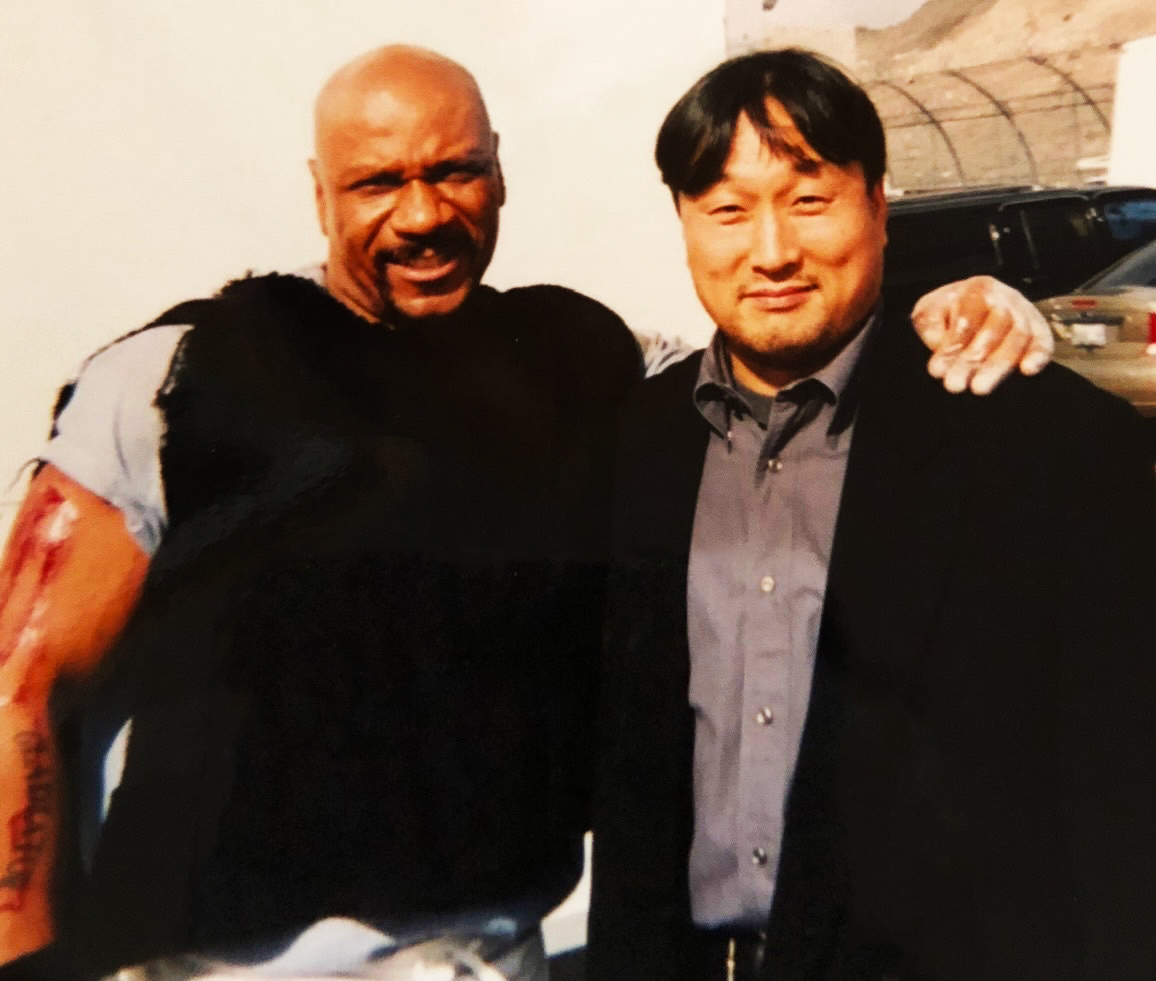
2002年、トム・クルーズ主演のミッションインポッシブルシリーズに、トム・クルーズの相棒として、出演しているヴィング・レイムスと松下順一

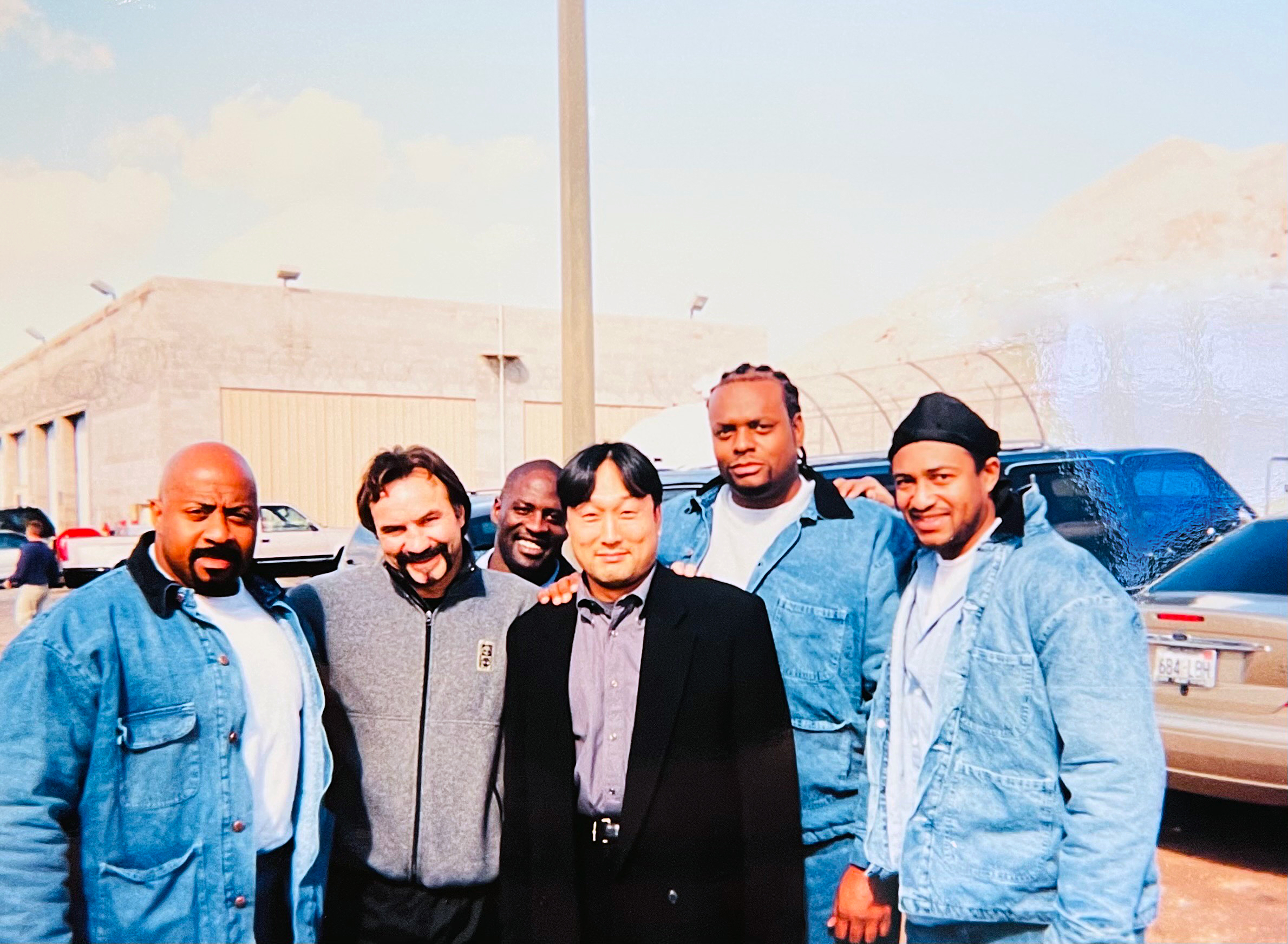
2001年、ラスベガスの砂漠でのデットロック撮影現場

- 武勇伝（2003年、エニライツとの共同製作）
- 2003年、ジャン＝クロード・ヴァン・ダムと松下順一（「HELL 完全脱獄」の映画制作に関するイベント会場にて）HELL 完全脱獄（2003年）
- けっこう仮面（2004年）

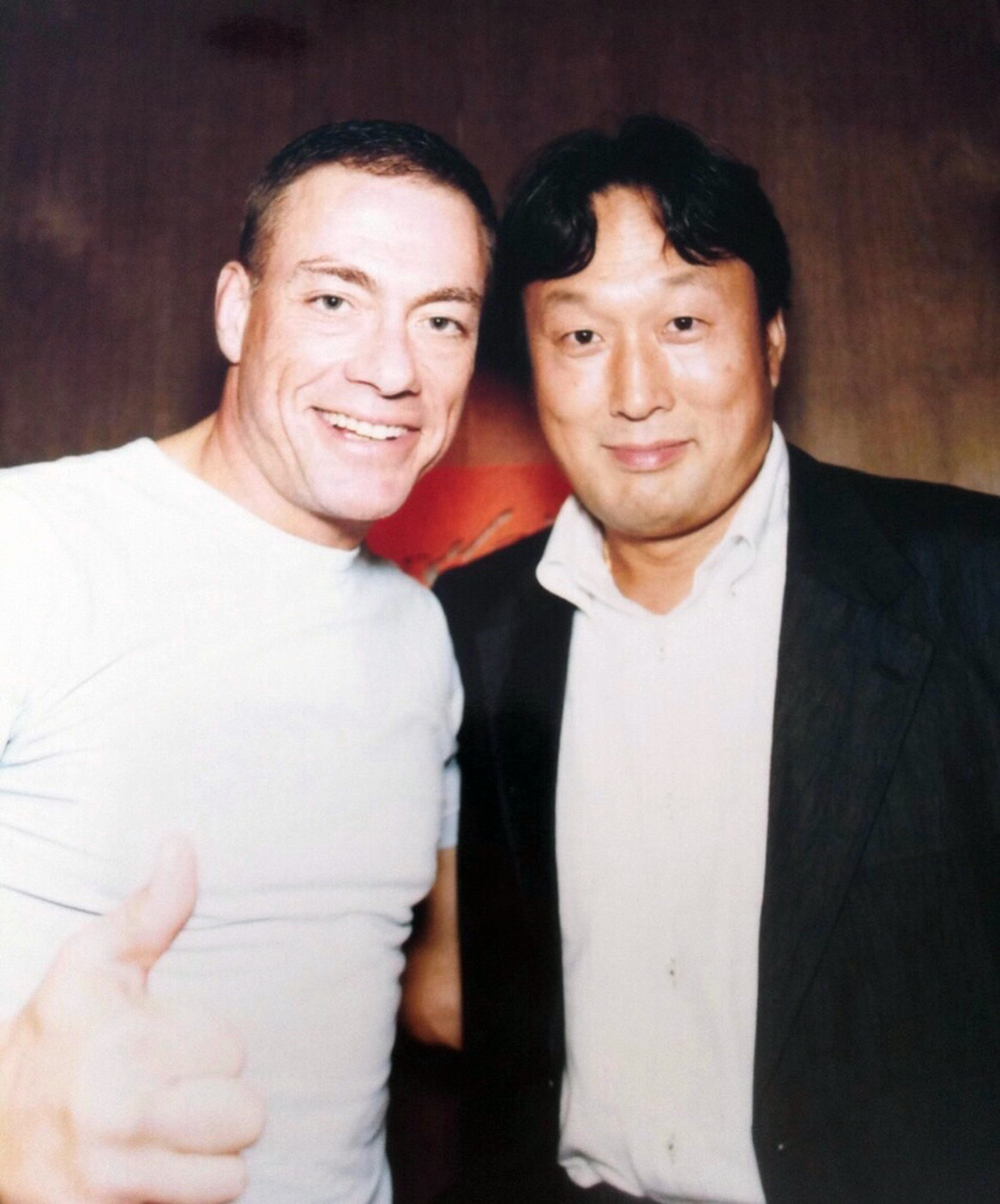
2003年、ジャン＝クロード・ヴァン・ダムと松下順一（「HELL 完全脱獄」の映画制作に関するイベント会場にて）

- 完全なる飼育 赤い殺意（2004年、セディックインターナショナルとの共同製作）

- 爆裂都市（2004年）
- TKO HIPHOP（2005年、HIP-HOP映画製作委員会）
- 隙魔（2005年）
- ギミー・ヘブン（2006年、松竹・関西テレビ放送・ユーロスペースとの共同製作）
- カチコミ刑事 オンドリャー! 大捜査線 心斎橋を封鎖せよ（2006年）
- 刺青 SI-SEI（2006年）
- チェーン 連鎖呪殺（2006年）
- 卍（まんじ）（2006年）
- 紅薔薇夫人（2006年、日活・新東宝映画との共同製作）
- 2006年、映画「軍鶏 SHAMO」の撮影に関する石橋凌と松下順一との香港での打ち合わせ風景軍鶏 SHAMO（2006年）

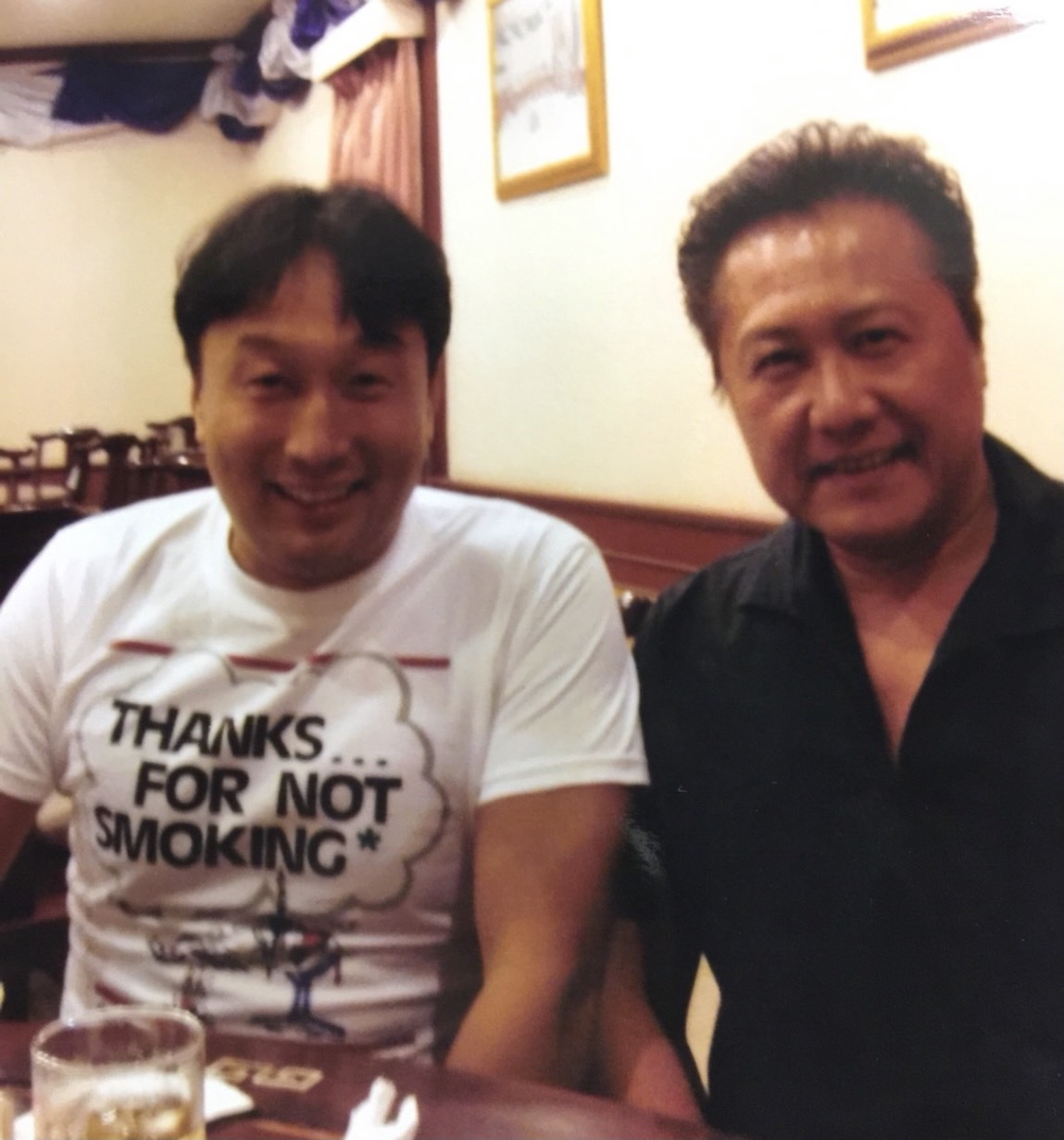
2006年、映画「軍鶏 SHAMO」の撮影に関する石橋凌と松下順一との香港での打ち合わせ風景

- LOVEHOTELS（2006年、ネイキッド・セガとの共同製作）
- 猫目小僧（2006年、松竹との共同製作）
- 刺青 堕ちた女郎蜘蛛（2007年）
- 龍が如く 劇場版（2007年、龍が如くフィルムパートナーズ）
- ITバブルと寝た女たち（2007年）
- 人間椅子（2007年）
- エロチック乱歩 屋根裏の散歩者（2007年）
- 2006年、「忍者（原題：終極忍者）」撮影での魔裟斗と松下順一忍者（終極忍者）（2007年）

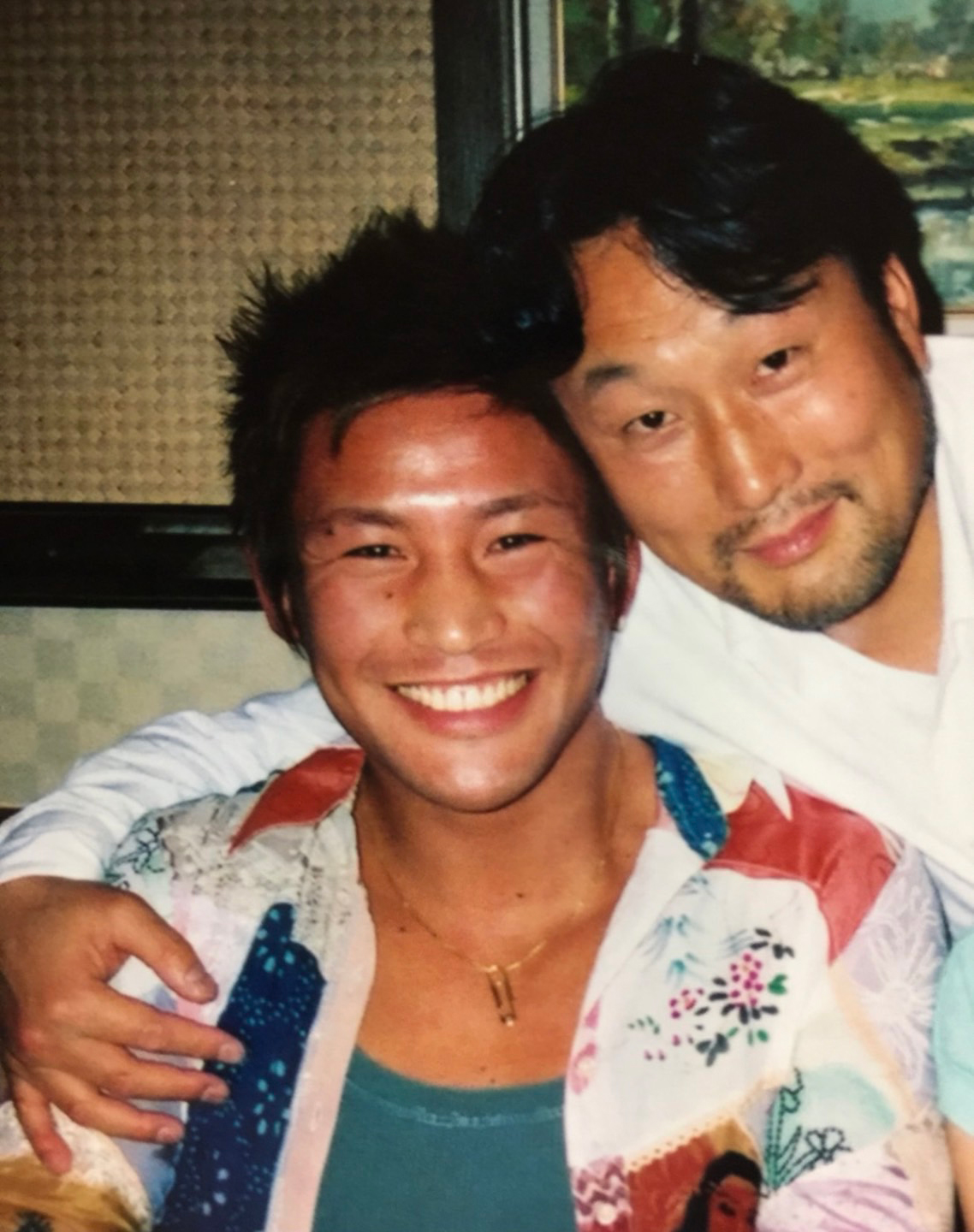
2006年、「忍者（原題：終極忍者）」撮影での魔裟斗と松下順一

- 夕凪の街 桜の国（2007年、夕凪の街 桜の国製作委員会）
- 富江VS富江（2007年）
- マリッジリング（2007年）
- 泪壺（2008年）
- ポストマン（2008年、ポストマン製作委員会）
- クレーマー（2008年）
- ビルと動物園（2008年、ビルと動物園製作委員会）
- 制服サバイガール（2008年）
- 白日夢（2009年、ベルヴィーとの共同製作）
- テケテケ（2009年）
- さそり（2009年）
- 青春Hシリーズ（2010年〜2014年）

## 著書
- ブルース・リー トレジャーブック（2013年、トレジャーパブリッシング）ISBN 978-4-903293-03-5
- マーチャントマン 誰でもわかる開運・道徳本（2023年2月15日、幻冬舎）ISBN 978-4-344943-76-6